# Chiến dịch Krym – Sevastopol (1941–1942)
Chiến dịch Krym – Sevastopol (1941–1942) bao gồm toàn bộ các trận chiến đấu của quân đội Xô Viết và quân đội Đức Quốc xã cùng với quân Romania tại bán đảo Krym từ tháng 10 năm 1941 cho đến tháng 7 năm 1942 tại ba khu vực mặt trận chủ yếu là khu vực Eupatoria (Yevpatoriya), căn cứ Hải - Lục - Không quân Sevastopol và khu phòng thủ Chiến lũy Thổ Nhĩ Kỳ trên bán đảo Kerch. Đây là một trận chiến dịch lớn trong chiến tranh Xô-Đức, kéo dài suốt từ ngày 30 tháng 10 năm 1941 tới ngày 9 tháng 7 năm 1942 giữa lực lượng của quân phát xít phe Trục với lục quân của Hồng quân Liên Xô, Hạm đội Biển Đen và một phần Không quân Xô Viết nhằm giành quyền kiểm soát khu vực căn cứ hải quân của Hạm đội Biển Đen. Việc chiếm Sevastopol không có ý nghĩa lớn lắm đối với lục quân vì vùng này chỉ là một bán đảo nhưng lại có ý nghĩa lớn đối với hải quân Đức và các đồng minh của họ. Chiếm được Sevastopol, hải quân Đức Quốc xã không chỉ có được một căn cứ hải lục không quân liên hợp mà còn chặn đứng sự chi viện của hải quân Liên Xô đối với các lực lượng lục quân của họ trong những trận đánh ven bờ Biển Đen, và do đó, hạn chế một phần sức kháng cự của lục quân Liên Xô. Sau 250 ngày bao vây và công phá bằng các loại vũ khí hạng nặng và hạng siêu nặng, kể cả đại bác từ loại 305 ly đến loại 800 ly, ngày 9 tháng 7 năm 1942, Quân đội Đức Quốc xã và đồng minh România của họ đã chiếm được Sevastopol với những tổn thất nặng nề.

## Bối cảnh cuộc chiến
Cuối tháng 9 năm 1941, quân đội Đức Quốc xã đã chiếm được Smolensk và Kiev, phong tỏa Leningrad. Trên hướng Tây Nam, quân đội Đức cũng đã đạt được những bước tiến đáng kể: trong những trận đánh tại Uman và Kiev, các lực lượng phòng thủ chính của Phương diện quân Tây Nam đã bị bao vây và đánh bại tại "vùng lòng chảo" Lokhvitsa - Romny - Kiev. Quân đội Đức Quốc xã đã chiếm đóng một phần lớn của Ukraina. Trung tuần tháng 9 năm 1941, các đơn vị đi đầu của tập đoàn quân 11 (Đức) đã tiến đến cửa ngõ của bán đảo Krym (Крым) ở miền Nam Ukraina.
Đối với nước Đức Quốc xã, bán đảo Krym có ý nghĩa tác chiến lớn không chỉ đối với lục quân Đức mà còn có ý nghĩa rất lớn đối với không quân và hải quân. Là một bán đảo ăn sâu vào Biển Đen, Krym giống như một "tàu sân bay không thể bị đánh chìm" và có sức khống chế toàn bộ khu vực phía Bắc Biển Đen và các vùng lân cận. Nếu có máy bay ném bom tầm xa, hiệu quả của việc sử dụng các căn cứ không quân tại Krym còn lớn hơn nữa. Hải quân Đức cũng coi Krym là một mối đe dọa thường xuyên đối với các tàu vận tải của họ chuyên chở trang bị, chiến cụ đến miền Nam Liên Xô cho Cụm tập đoàn quân Nam (Đức). Chiếm được Krym, quân Đức có thể tạo một bàn đạp để vu hồi vào Kavkaz từ hướng Tây Nam qua eo biển Kerch. Về phương diện chính trị, chiếm được Krym, nước Đức Quốc xã có thêm điều kiện địa - quân sự để gây sức ép đối với đường lối chính trị của Romania, Bulgaria và đặc biệt là Thổ Nhĩ Kỳ. Đó là nguyên nhân khiến cho Bộ Tư lệnh Cụm tập đoàn quân Nam (Đức) phải huy động toàn bộ tập đoàn quân 11 (Đức) cùng với một bộ phận của tập đoàn quân Romania 3 vào việc vây hãm và đánh chiếm bán đảo Krym.
Đối với Liên Xô, bán đảo Krym có tầm quan trọng mang tính chiến lược về kinh tế và quân sự do nó có đường ống dẫn dầu từ vựa dầu mỏ Kavkaz đến trung tâm Liên Xô thông qua các tuyến đường ống đặt ngầm dưới các eo biển Kerch và Taman. Ngoài ra, Krym cũng là vùng căn cứ không quân quan trọng. Việc để mất các căn cứ không quân tại Krym sẽ tước đi của không quân Xô Viết khả năng không kích vào các vùng khai thác dầu mỏ Ploiesti và cảng Constanta trên đất Romania. Từ đây, quân đội Đức đã có thể vượt qua eo biển Kerch để tấn công các mục tiêu ở Kavkaz. Mặc dù Đức đã chiếm được Odessa nhưng những tàu khu trục và tuần dương của hải quân Liên Xô từ Sevastopol vẫn có khả năng ngăn chặn và đánh chìm các đoàn tàu chở hàng của Đức đến cảng Odessa. Bộ Tổng tư lệnh tối cao quân đội Liên Xô hiểu rõ tầm quan trọng của bán đảo, đã củng cố và tập trung mọi nỗ lực vào việc bảo vệ Krym sau khi đã phải rút khỏi Odessa.
Krym là một bán đảo có "chiếc cổ hẹp" là eo đất Perekop nằm bên cạnh vịnh lầy Shivat nối với lục địa nên việc tiếp cận Krym rất khó khăn bằng đường bộ. Việc tiếp tế bằng tàu vận tải của hải quân được sử dụng phổ biến. Tuy nhiên, trong "cơn choáng váng ban đầu" bởi những đòn tấn công nhanh và mạnh của lục quân Đức Quốc xã mùa hè năm 1941, quân đội Liên Xô đã không đủ lực lượng để tổ chức một trận địa phòng thủ trên tuyến Perekop.

## Tương quan lực lượng

### Quân đội Đức Quốc xã
Tập đoàn quân dã chiến 11 của Đức do tướng Erich von Manstein chỉ huy được giao nhiệm vụ đánh chiếm bán đảo Krym, bao vây Sevastopol và vô hiệu hóa các cuộc phản kích của Hồng quân Liên Xô tại bán đảo Kerch và khu vực Eupatoria (Yevpatoriya). Vào thời điểm cuộc tiến công cuối cùng của quân Đức diễn ra trong tháng 6 năm 1942, Tập đoàn quân 11 bao gồm 9 sư đoàn bộ binh (tính cả hai sư đoàn mới được tăng cường trong quá trình diễn ra trận đánh) được chia làm 2 quân đoàn; cùng với 2 sư đoàn bộ binh người România và nhiều đơn vị quân khác. Trong biên chế có 180 xe tăng, 400 máy bay và sư đoàn pháo hạng nặng 306 là một trong những đơn vị pháo binh có mật độ hỏa lực lớn nhất và dày đặc nhất của quân đội phát xít Đức.
- Tập đoàn quân 11 (Đức) do tướng Erich von Manstein chỉ huy, trong biên chế có:
  - Sư đoàn pháo binh hạng nặng 306, trong biên chế gồm có:
    - Đơn vị đặc biệt của Trung đoàn pháo binh 672 (gồm 1 khẩu pháo có cỡ nòng 800 mm di chuyển theo đường ray)
    - Khẩu đội cối hạng nặng 833 (2 khẩu cối cỡ nòng 600 mm)
    - Khẩu đội pháo chở trên đường ray số 688 (2 khẩu pháo cỡ nòng 283 mm)
    - Khẩu đội pháo hạng nặng số 458 (1 bích kích pháo cỡ nòng 420 mm)
    - Khẩu đội pháo hạng nặng số 459 (1 bích kích pháo cỡ nòng 420 mm)
    - Tiểu đoàn pháo binh 741 (bích kích pháo 283 mm)
    - Tiểu đoàn pháo binh 742 (bích kích pháo 283 mm)
    - Tiểu đoàn pháo binh 743 (bích kích pháo 283 mm)
    - Tiểu đoàn pháo binh 744 (bích kích pháo 283 mm)

  - Quân đoàn 65 (Đức):
    - Tiểu đoàn trinh sát pháo binh số 31 trực thuộc quân đoàn
    - Tiểu đoàn trinh sát pháo binh số 556 trực thuộc quân đoàn
    - Sư đoàn bộ binh 22 (Đức) do tướng Ludwig Wolff chỉ huy:
      - Trung đoàn bộ binh 16
      - Trung đoàn bộ binh 47
      - Trung đoàn bộ binh 65
      - Trung đoàn pháo binh 22
      - Trung đoàn xung kích 22

    - Sư đoàn bộ binh 24 (Đức):
      - Trung đoàn bộ binh 31
      - Trung đoàn bộ binh 32
      - Trung đoàn bộ binh 102
      - Trung đoàn pháo binh 24
      - Trung đoàn xung kích 24

    - Sư đoàn bộ binh 50 (Đức):
      - Trung đoàn bộ binh 121
      - Trung đoàn bộ binh 122
      - Trung đoàn bộ binh 123
      - Tiểu đoàn pháo binh 150
      - Trung đoàn xung kích 150

    - Sư đoàn bộ binh 132 (Đức):
      - Trung đoàn bộ binh 436 (2 tiểu đoàn)
      - Trung đoàn bộ binh 437 (2 tiểu đoàn)
      - Trung đoàn bộ binh 438
      - Trung đoàn pháo binh 132
      - Trung đoàn bộ binh 213 (2 tiểu đoàn) (đơn vị phối thuộc từ Sư đoàn bộ binh số 73)

  - Quân đoàn 30 (Đức) do trung tướng Hans von Salmuth chỉ huy:
    - Tiểu đoàn trinh sát 29 trực thuộc Bộ tư lệnh quân đoàn
    - Sư đoàn bộ binh nhẹ 28
      - Trung đoàn bộ binh săn lùng 49
      - Trung đoàn bộ binh săn lùng 83
      - Trung đoàn pháo binh 28
      - Trung đoàn xung kích 28

    - Sư đoàn bộ binh 72 (Đức)
      - Trung đoàn bộ binh 105
      - Trung đoàn bộ binh 124
      - Trung đoàn bộ binh 266
      - Trung đoàn pháo binh 172
      - Trung đoàn xung kích 172

    - Sư đoàn bộ binh 170 (Đức)
      - Trung đoàn bộ binh 391
      - Trung đoàn bộ binh 399
      - Trung đoàn bộ binh 401 (chỉ có khung trung đoàn)
      - Trung đoàn pháo binh 240
      - Trung đoàn xung kích 240
      - Trung đoàn cơ giới 240

  - Quân đoàn sơn cước số 1 Romania
    - Sư đoàn sơn cước số 1 (Romania)
    - Sư đoàn sơn cước số 4 (Romania)
    - Sư đoàn sơn cước số 18 (Romania)

### Quân đội và hải quân Liên Xô
Lực lượng đồn trú trong thành phố ban đầu chỉ bao gồm 1 lữ đoàn, 3 trung đoàn và 19 tiểu đoàn hải quân đánh bộ (tổng cộng 23 nghìn người, 150 pháo bờ biển và pháo mặt đất, 82 máy bay) do chuẩn đô đốc B. A. Borisov chỉ huy. Ngoài ra 82 lô cốt ngầm có trang bị hải pháo, 22 súng máy đặt trong công sự bê tông và các ụ súng bằng gỗ và đất đắp, 33 cây số hào chống tăng, 56 cây số rào kẽm gai và 9.600 quả mìn đã được cài đặt khắp chung quanh thành phố.
- Các đơn vị pháo bờ biển:
  - Khẩu đội pháo số 2: 4 pháo có tháp mở và 1 khẩu 100 mm
  - Khẩu đội pháo số 8: 4 khẩu 45 mm bố trí giữa Mũi Filent và Balaklava
  - Khẩu đội pháo số 10: (bố trí tại Mamaskay) 4 khẩu 203 mm
  - Khẩu đội pháo số 12: (bố trí tại đồn Skhiscova) 4 khẩu 152 mm
  - Khẩu đội pháo số 13: 4 khẩu 120 mm
  - Khẩu đội pháo số 14: 3 khẩu 130 mm
  - Khẩu đội pháo số 18: (bố trí tại Mũi Fiolent) 4 khẩu 152 mm
  - Khẩu đội pháo số 19: (bố trí tại Balaklava) 4 khẩu 152 mm
  - Khẩu đội pháo số 30: (bố trí tại đồn Maxim Gorki I) 2 tháp pháo, 2 khẩu 305 mm
  - Khẩu đội pháo số 32:
  - Khẩu đội pháo số 35: (Bố trí tại đồn Maxim Gorki II) 2 tháp pháo, 2 khẩu 305 mm
  - Khẩu đội pháo số 54: trang bị một số khẩu 102 mm
  - Khẩu đội pháo số 111: Bố trí tại cảng Sevastopol
  - Khẩu đội pháo số 112:
  - Khẩu đội pháo số 113: Bố trí tại cảng Sevastopol
  - Khẩu đội pháo số 114:
  - Khẩu đội pháo số 116:
  - Khẩu đội pháo số 119:
  - Khẩu đội pháo số 706: Bố trí tại cảng Sevastopol
  - Khẩu đội pháo Khersones:
  - Khẩu đội pháo Zunge:
- Giữa tháng 10 năm 1941, Bộ Tổng tư lệnh tối cao quân đội Liên Xô quyết định rút tập đoàn quân 51 khỏi Odessa và tập trung về giữ Sevastopol, đưa lực lượng phòng thủ tại đây lên 11 sư đoàn, trong đó có 4 sư đoàn thiếu. Việc phòng thủ trên bộ được bố trí như sau:
  - Tại hướng Bắc có Sư đoàn bộ binh 276 của thiếu tướng I. S. Savinov
  - Tại bán đảo Chongarsk và mũi Arabassk có sư đoàn 156 của thiếu tướng P. V. Chernyaev
  - Tại eo đất Perekop, sư đoàn 106 của đại tá A. N. Pervushin phòng thủ trên một tuyến dài 70 km dọc theo bờ biển phía nam vịnh lầy Sivash.
  - Ba sư đoàn kỵ binh: 48 của tướng D. I. Averkin, 42 của đại tá V. V. Glagolev và 40 của đại tá F. F. Kudyurov và sư đoàn bộ binh 271 của đại tá M. A. Titov có nhiệm vụ chống quân đổ bộ.
  - Bốn trung đoàn bộ binh: 172 của đại tá I. G. Toroptsev, 184 của đại tá V. N. Abramov, 320 của đại tá M. V. Vinogradov và 321 của trung tá I. M. Aliyev chia nhau bảo vệ bốn khu vực ven bờ biển Krym.[10]

Tháng 2 năm 1942, sau khi đẩy lùi tập đoàn quân xe tăng 1 (Đức) khỏi Rostov, Bộ Tổng tư lệnh quân đội Liên Xô sử dụng các tập đoàn quân 44 và 47 đổ bộ lên bán đảo Kerch. Với binh lực 10 sư đoàn bộ binh, hai tập đoàn quân này đã chiếm lĩnh vị trí phía Đông Chiến lũy Thổ Nhĩ Kỳ và khu vực mỏ đá Ak-Monai (Kamyanske) để phân tán áp lực của tập đoàn quân 11 (Đức) đang đè nặng lên tập đoàn quân 51 phòng thủ tại Sevastopol. Ngày 18 tháng 2, Đại bản doanh Quân đội Liên Xô thành lập Phương diện quân Krym gồm 3 tập đoàn quân nói trên với tổng binh lực 21 sư đoàn bộ binh, 3.577 pháo và súng cối, 347 xe tăng, 175 máy bay tiêm kích và 225 máy bay ném bom. Tư lệnh Phương diện quân là trung tướng D. T. Kozlov, tham mưu trưởng là thiếu tướng F. I. Tolbukhin. Ủy viên hội đồng quân sự là chính ủy sư đoàn F. A. Samanin. Tháng 4 năm 1942, đại bản doanh Quân đội Liên Xô cử đại diện của mình là đại tướng L. D. Merkhlich, thứ trưởng Bộ Quốc phòng làm đại diện tại Phương diện quân. Vừa nhậm chức, L. D. Merkhlich đã dùng quyền lực của mình thay thế thiếu tướng F. I. Tolbukhin bằng thiếu tướng I. P. Vetsny vào chức vụ tham mưu trưởng Phương diện quân. Tập đoàn quân 11 (Đức) và quân đoàn sơn cước Romania chỉ có tổng binh lực 11 sư đoàn, 2.472 pháo và súng cối, 180 xe tăng và 400 máy bay. Cuộc đổ bộ của hai tập đoàn quân Liên Xô lên bán đảo Kerch đã tạo được ưu thế tạm thời về binh lực cho quân đội Liên Xô.

## Chiến sự tại các cửa ngõ Krym

### Trận tấn công Perekop

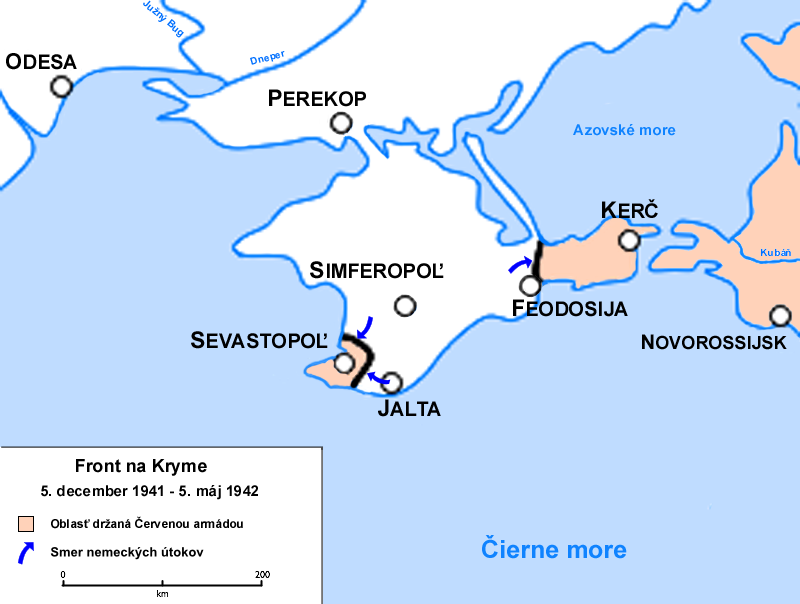
Quân đội Đức Quốc xã tấn công bán đảo Krym (1941-1942)

Tập đoàn quân số 11 (Đức) do tướng Erich von Manstein chỉ huy được giao nhiệm vụ tấn công bán đảo Krym với mục đích thanh toán mối đe dọa đối với sườn phải của Cụm Tập đoàn quân Nam. Bản thân Hitler cũng dự tính sử dụng bán đảo Kerch làm một bàn đạp tấn công vào khu vực Kavkaz.
Von Manstein tin rằng Hồng quân sẽ tổ chức kháng cự rất quyết liệt ngay từ giai đoạn mở đầu chiến dịch Krym, vì vậy ông hoãn đợt tấn công của mình để có thể bổ sung thêm lực lượng cho tiền tuyến. Do các cuộc chiến đấu trên mặt trận phía Đông tạm thời lắng xuống và Tập đoàn quân 51 (Liên Xô) đang bận lo chuẩn bị các công sự phòng thủ, việc chuẩn bị thêm lực lượng cho chiến dịch Krym là hoàn toàn có thể. Tập đoàn quân số 11 được tăng cường thêm 3 quân đoàn và 3 sư đoàn:
- Quân đoàn sơn cước 49 (Đức):

Sư đoàn bộ binh 170 (Đức)
Sư đoàn sơn cước 1 (Đức)
Sư đoàn sơn cước 4 (Đức)
- Quân đoàn 54 (Đức):

Sư đoàn bộ binh 46 (Đức)
Sư đoàn bộ binh 73 (Đức)
Sư đoàn bộ binh 50 (Đức)
- Các sư đoàn được tăng cường cho Quân đoàn 30

Sư đoàn bộ binh 22 (Đức)
Sư đoàn bộ binh 72 (Đức)
Sư đoàn cơ giới SS số 1 "Adolf Hitler"
Đồng thời, tướng Erich von Manstein còn được nắm quyền chỉ huy Quân đoàn bộ binh sơn chiến 1 (Romania).
Trận Perekop bắt đầu vào ngày 24 tháng 9 năm 1941 khi quân đội Đức Quốc xã tung 2 sư đoàn bộ binh 46 và 73 với yểm hộ của pháo binh và không quân công kích sư đoàn bộ binh 276 (Liên Xô) đang phòng thủ tại eo đất Perekop. Với ưu thế gấp đôi về binh lực, ngày 26 tháng 9, quân đội Đức Quốc xã đã phá vỡ tuyến Chiến lũy Thổ Nhĩ Kỳ và đánh chiếm thành phố Armyansk. Bộ tư lệnh phòng thủ Sevastopol vội vã tung cụm kỵ binh cơ động của thiếu tướng P. I. Batov gồm sư đoàn kỵ binh 40 của đại tá F. F. Kudyurov và sư đoàn bộ binh 271 của đại tá M. A. Titov đến khu vực đột phá khẩu nhưng vẫn không cứu vãn được tình hình. Đến ngày 30 tháng 9, quân đội Liên Xô phải rút lui về Ishunsky (Ishun) và nỗ lực chặn đứng cuộc tấn công của quân đội Đức tại đây với những thiệt hại lớn. Theo tài liệu của Đức, ngay trong lần đầu tấn công, quân Đức đã phá hủy 135 pháo, 112 xe tăng và thiết giáp Liên Xô, bắt gần 10.000 tù binh. Tuy nhiên, theo tướng P. I. Batov, trên eo đất Perekop chỉ rộng 10 km với địa hình đầm lầy không thể triển khai hàng trăm xe tăng. Trung đoàn cơ giới 285 thuộc sư đoàn kỵ binh 40 chỉ có trong biên chế 10 xe tăng T-34 và 50 xe bọc thép các loại T-37 và T-38. Quân của tướng Erich von Manstein cũng bị thiệt hại lớn, hành chục xe tăng và xe thiết giáp chiến lợi phẩm thu được của quân đội Liên Xô sau trận Brody được tung vào trận này cùng với các xe tăng hạng nhẹ của quân Romania đều bị phá huỷ. Phần còn lại của sư đoàn cơ giới SS "Adolf Hitler" và quân đoàn sơn cước 49 lại tạm thời bị chuyển thuộc cho Tập đoàn quân xe tăng 1 đang tiến công trên hướng Rostov và không còn tác dụng yểm hộ cho cánh quân chủ lực đang phải dừng lại trước thị trấn Ishunsky..

### Cuộc chiến tại thị trấn Ishunsky
Ngày 18 tháng 10, Tập đoàn quân 11 (Đức) tiếp tục mở cuộc tấn công vào Ishunsky với binh lực của 3 sư đoàn bộ binh. Ngoài các đơn bị còn lại của sư đoàn bộ binh 106, sư đoàn kỵ binh 40 và sư đoàn bộ binh 271 rút từ eo đất Perekop về, vị trí này còn được quân đội Liên Xô tăng cường phòng thủ bởi trung đoàn 9 hải quân đánh bộ thuộc hạm đội Biển Đen, có sự yểm hộ của pháo bờ biển. Sau 5 ngày liên tục chiến đấu, quân Đức dần dần ép quân Liên Xô bật ra khỏi thị trấn. Ngày 24 tháng 10, hải quân Hạm đội Biển Đen của Liên Xô tung trung đoàn hải quân đánh bộ vào cuộc phản công, đẩy lùi quân Đức khỏi thị trấn Ishunsky nhưng chỉ giữ được hai ngày. Ngày 26 tháng 10, tướng Erich von Manstein tung một đòn phản kích của hai sư đoàn mới tăng viện vào vị trí tiếp giáp giữa sư đoàn 271 và sư đoàn kỵ binh 40 Liên Xô và đến 28 tháng 10 thì phá vỡ trận tuyến phòng ngự của Quân đội Liên Xô tại Ishunsky.
Mất vị trí then chốt Ishunsky, quân đội Xô Viết đã phải bỏ ngỏ cửa ngõ vào Krym, một phần các đơn vị của quân đội Liên Xô tại khu vực này đã bị tan rã thành từng nhóm nhỏ. Họ tiếp tục dựa vào địa hình núi đá để tổ chức kháng cự và mở các trận đột kích lẻ tẻ vào các cụm quân cơ giới của quân đội Đức Quốc xã. Một phần lớn đã rút về đến Sevastopol và bán đảo Kerch. Mọi cố gắng để chấm dứt việc rút lui quân Liên Xô nhằm tạo được một căn cứ bàn đạp tại bán đảo Kerch đã không thành công. Dưới áp lực tấn công của ba sư đoàn thuộc quân đoàn 42 (Đức), ngày 16 tháng 11, bộ phận còn lại của tập đoàn quân 51 (Liên Xô) đã phải vượt eo biển Kerch sơ tán sang bán đảo Taman với sự yểm hộ và vận chuyển của hải quân và không quân thuộc Hạm đội Biển Đen. Ngày 20 tháng 11, các lực lượng đã chiến đấu tại eo Perekop gồm 5 trung đoàn bộ binh và 3 trung đoàn kỵ binh đã rút về đến Sevastopol sau khi vượt qua dãy núi Krym. Tại đây, các đơn vị này đã nhập vào đội hình của quân đoàn 54 (2 sư đoàn bộ binh, 1 lữ đoàn cơ giới) và quân đoàn bộ binh 30 (2 sư đoàn bộ binh). Quân đội Liên Xô triển khai phòng thủ phía Nam bán đảo Krym mà trung tâm là Sevastopol. Họ cũng cắt đứt tuyến đường sắt từ Alushta đi Sevastopol. Theo P. I. Batov cho rằng có tổng cộng 68.200 sĩ quan và binh sĩ Liên Xô đã tử trận, bị thương và bị bắt làm tù binh trong các trận đánh ở các cửa ngõ vào Krym.

## Diễn biến giai đoạn đầu chiến dịch

### Quân đội Liên Xô củng cố khu phòng thủ Sevastopol

Bản đồ khu phòng thủ Sevastopol năm 1941

Khi bắt đầu Cuộc chiến tranh vệ quốc vĩ đại của Liên Xô, công trình phòng thủ khu vực Sevastopol (SOR) là một trong những nơi được tăng cường củng cố mạnh nhất. Công trình này bao gồm hàng chục vị trí phòng thủ kiên cố, các lôcốt, các bãi mìn. Trong hệ thống phòng thủ có hai vị trí kiên cố nhất là các tháp pháo bọc thép («бронебашенные батареи» - ББ), trang bị đại bác tầm xã cỡ lớn. Tháp pháo ББ-30 do thiếu tá G. A. Alexander chỉ huy và tháp pháo ББ-35 do thiếu tá A. Y. Leshchenko chỉ huy, được trang bị hải pháo 305 mm. Ngoài hai tháp pháo này còn có 82 lô cốt ngầm có trang bị hải pháo, 22 vị trí trang bị súng máy đặt trong công sự bê tông và các ụ súng bằng gỗ và đất đắp, 33 km hào chống tăng, 56 km rào kẽm gai và 9.600 quả mìn đã được cài đặt khắp chung quanh thành phố.
Ngày 16 tháng 10, Bộ Tổng tư lệnh quân đội Liên Xô quyết định rút gần 8.000 quân còn lại tại Odessa về tăng cường phòng thủ Sevastopol. Cuối tháng 10, để thống nhất chỉ huy các lực lượng Bộ Tổng tư lệnh tối cao đã thành lập Tập đoàn quân độc lập Duyên hải, chỉ định thiếu tướng I. E. Petrov, nguyên chỉ huy cụm quân duyên hải tại Odessa trước đó làm tư lệnh cụm quân phòng thủ Sevastopol. Đại tá N. I. Krylov làm tham mưu trưởng, chính ủy sư đoàn N. C. Ryzhi là ủy viên hội đồng quân sự. Đến ngày 1 tháng 11 năm 1941, lực lượng Hồng quân phòng thủ tại Sevastopol thuộc Tập đoàn quân độc lập Duyên hải gồm các sư đoàn bộ binh 25, 95, 172, các lữ đoàn hải quân đánh bộ 2, 7, 40, sư đoàn kỵ binh 42 và tiểu đoàn thiết giáp độc lập 120. Ngoài ra, Tập đoàn quân độc lập Duyên hải có từ 3 trung đoàn pháo binh, một trung đoàn không quân tiêm kích và các đơn vị hậu cần.

### Đợt tấn công Sevastopol lần thứ nhất
Từ ngày 30 tháng 10 đến ngày 21 tháng 11 năm 1941, các lực lượng phái đi trước của tập đoàn quân 11 (Đức) gồm hai sư đoàn và một lữ đoàn bộ binh đã tấn công trong hành tiến vào các vị trí tiếp cận ngoại vi Sevastopol. Đến ngày 2 tháng 11, cuộc tấn công đã diễn ra trên tuyến ngoài của khu phòng thủ Sevastopol. Các đơn vị quân đội trong thành phố phòng thủ bên cánh trái. Cánh phải giáp biển được bảo vệ bởi các lực lượng hải quân đánh bộ của hạm đội Biển Đen, pháo bờ biển, các đơn vị chống đổ bộ, pháo binh, phòng không với sự yểm hộ của hai đoàn tàu bọc sắt. Quân phát xít Đức đã cố gắng chọc thủng các tuyến phòng thủ Xô Viết ở phía Bắc, phía Đông Bắc và phía Đông nhưng tất cả các cuộc tấn công đầu tiên đều bị đập tan. Ngày 11 tháng 11, sau khi các đơn vị chủ lực đã tiếp cận ngoại vi thành phố, tướng Erich von Manstein huy động 60.000 quân mở đợt tấn công chính. Sau 10 ngày giao chiến ác liệt, bốn sư đoàn bộ binh, một lữ đoàn cơ giới và một trung đoàn sơn cước Romania chỉ chiếm được một vài vị trí phòng thủ ở vòng ngoài. Hầu hết các mũi tiến công của quân đội Đức vẫn bị chặn lại trên tuyến phòng thủ thứ nhất. Nguyên nhân của việc này là do tướng Manstein đã quyết định lấy trọng điểm của cuộc tấn công từ hướng Đông Nam vì cho rằng tuyến phòng thủ của quân đội Liên Xô ở khu vực này này mỏng hơn. Tuy nhiên, đây lại là nơi do các đơn vị hải quân đánh bộ thiện chiến của Liên Xô phòng thủ. Họ đã lợi dụng được địa hình núi đá hiểm trở để chặn đứng bộ binh Đức. Các xe tăng Đức cũng bị hạn chế tầm hoạt động do địa hình bị chia cắt bởi nhiều ngọn núi cao và vực sâu. Đến tháng 12, các chỉ huy quân đội Liên Xô tại Sevastopol báo cáo về Bộ Tổng tư lệnh rằng tuyến phòng thủ tại đây đã được giữ vững. Thất bại trong trận công phá đầu tiên của quân đội Đức vào Sevastopol còn do một sư đoàn của NKVD Liên Xô không di tản sang Taman theo tập đoàn quân 51 đã chọc thủ phòng tuyến. Họ đã tập hợp lại trong khu vực Simferopol và đánh tập hậu vào sau lưng cánh quân chủ lực của quân đoàn bộ binh 65 (Đức), buộc quân đoàn này phải dồn lực lượng chủ lực sang phía Đông để đối phó.

### Đợt tấn công Sevastopol lần thứ hai

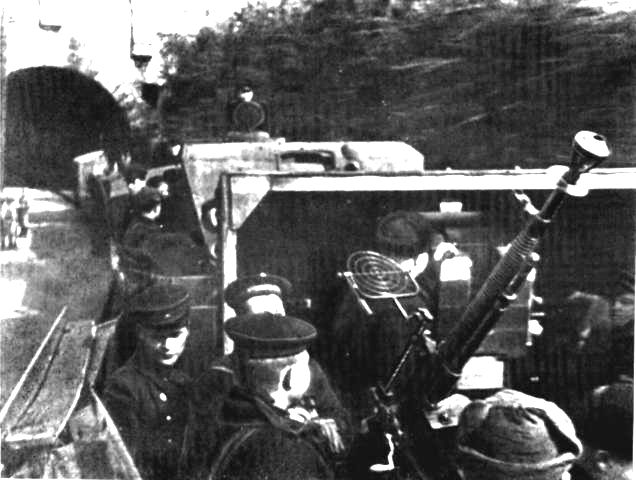
Đoàn tàu bọc sắt Zheleznyakov (Железняков) của hải quân đánh bộ thuộc hạm đội Biển Đen tham gia phòng thủ Sevastopol

Trước tình hình phòng tuyến của Hồng quân đã được tái lập, Von Manstein từ bỏ kế hoạch tấn công ở phía Nam Sevastopol và di chuyển lực lượng của mình lên phía Bắc. Quân Đức cũng được tăng cường khẩu pháo lớn nhất của họ lúc đó là khẩu Schwerer Gustav cỡ nòng 31,5 inch nhằm chuẩn bị cho đợt tấn công mới nhất của họ. Sau đó quân đội Đức Quốc xã bắt đầu một đợt "tra tấn" Sevastopol kéo dài năm ngày bằng hỏa lực của đủ các loại pháo. Ngày 17 tháng 12 năm 1941, 6 sư đoàn bộ binh Đức và 2 lữ đoàn Romania với 1.275 pháo cối, 150 xe tăng và 300 máy bay tiếp tục mở đợt tấn công thứ hai vào Sevastopol. Tuy nhiên, đợt tấn công vào thời điểm cuối năm đồng nghĩa với việc không quân Đức Luftwaffe gặp nhiều khó khăn trong tác chiến mùa đông và phải trì hoãn kế hoạch tấn công, và Hồng quân Xô Viết lợi dụng khoảng thời gian này để củng cố phòng tuyến của họ. Ngày 21 tháng 12 quân Đức đã chọc thủng phòng tuyến của sư đoàn kỵ binh số 40 do đại tá Kudyurov chỉ huy và tiến tới cách vịnh Severnaia chưa đầy hai cây số. Tuy nhiên trong khi quân Đức đang chuẩn bị cho một đợt tấn công cuối cùng thì Hồng quân - vừa mới được tăng cường thêm lực lượng của Lữ đoàn hải quân độc lập số 79 - bất ngờ tung một đợt phản công và đập tan mưu đồ đánh chiếm Sevastopol của quân Đức. Các lữ đoàn số 79 và sư đoàn bộ binh số 345 cũng vừa mới được tăng viện cho Sevastopol bằng hai đội tàu nhỏ bao hồm các tàu tuần dương Krasnyi Kavkaz, Krasnyi Krym, tàu khu trục Kharkov và được hộ tống dưới sự chỉ huy của Phó Đô đốc Oktyabrsky. Cho đến ngày 4 tháng 1 năm 1942 toàn bộ lực lượng của Tập đoàn quân số 11 đều đã bị các đợt phản công của Hồng quân chặn đứng. Cũng trong thời gian này quân Đức vừa mới bị đánh tơi tả trong trận Moskva, mở đầu một loạt sự kiện mà quân đội Đức Quốc xã gọi là "Thảm họa mùa Đông".

### Cuộc đổ bộ tại Evpatoria
Evpatoria là một cảng nhỏ nằm trên bờ biển phía Tây bán đảo Krym, cách Sevastopol hơn 100 km về phía Bắc. Ngày 5 tháng 1 năm 1942, nhằm thu hút một phần chủ lực quân Đức đang bao vây Sevastopol và đánh lạc hướng quân Đức nhằm hỗ trợ cho chiến dịch đổ quân chiếm lại bán đảo Kerch của quân đội Liên Xô, đồng thời để hỗ trợ cho một cuộc nổi dậy của dân cư trong thành phố và giải cứu các đơn vị du kích bị quân Romania bắt làm tù binh tại đây; các tàu chiến của Hạm đội Biển Đen (Liên Xô) đã thực hiện một cuộc đổ bộ lên cảng Evpatoria (Yevpatoriye) gồm một tiểu đoàn hải quân đánh bộ khoảng 700 người do hạm trưởng G. K. Buzinov chỉ huy. Lực lượng hải quân hạm tàu tham gia chiến dịch đổ bộ có 1 tàu vớt mìn, 7 tàu tuần duyên kiểu MO-IV và một tàu kéo SP-14 dưới sự chỉ huy của hạm trưởng hạng nhì N. B. Buslaev. Xuất phát từ Sevastopol lúc 23 giờ 30 phút đêm 4 tháng 1, đến 3 giờ sáng ngày 5 tháng 1, các tàu đổ bộ đã có mặt tại ngoài khơi Evpatoria. 6 giờ sáng ngày 5 tháng 1, cuộc đổ bộ bắt đầu. Ở giai đoạn đầu, các hoạt động tấn công diễn ra thuận lợi. Sau một cuộc đột kích táo bạo, lực lượng đổ bộ đã chiếm phần phía nam của thành phố. Trung đoàn đồn trú gồm toàn lính Romania đã bất ngờ bị đánh bật khỏi thành phố. Thấy quân Liên Xô đột ngột xuất hiện sau lưng mình, tướng Erich von Manstein đã điều từ Sevastopol đến đây 1 trung đoàn bộ binh, 2 tiểu đoàn kỵ binh và một tiểu đoàn thiết giáp để giải tỏa. Nhiều trận chiến ác liệt đã nổ ra trên các đường phố Evpatoria. Một trận bão nổi lên đã làm cho các tàu của Liên Xô không thể vào bờ để đón quân đổ bộ. Trong 3 ngày, họ đã chiến đấu cảm tử để chống lại các lực lượng đối phương đông gấp bội. Đến ngày 7 tháng 1, quân Đức đã kiểm soát được tình hình tại Evpatoria. Hơn 600 lính hải quân đánh bộ Liên Xô đã chết trong các cuộc giao chiến không cân sức trên các đường phố. Chỉ có gần 100 người bị bắt làm tù binh. Sau trận chiến, quân Đức đã đem hơn 3.000 thường dân và gần 100 lính hải quân đánh bộ Liên Xô bị thương ra xử bắn tại công viên Krasnaya Gorka ở Evpatoria.

### Chiến sự tại bán đảo Kerch

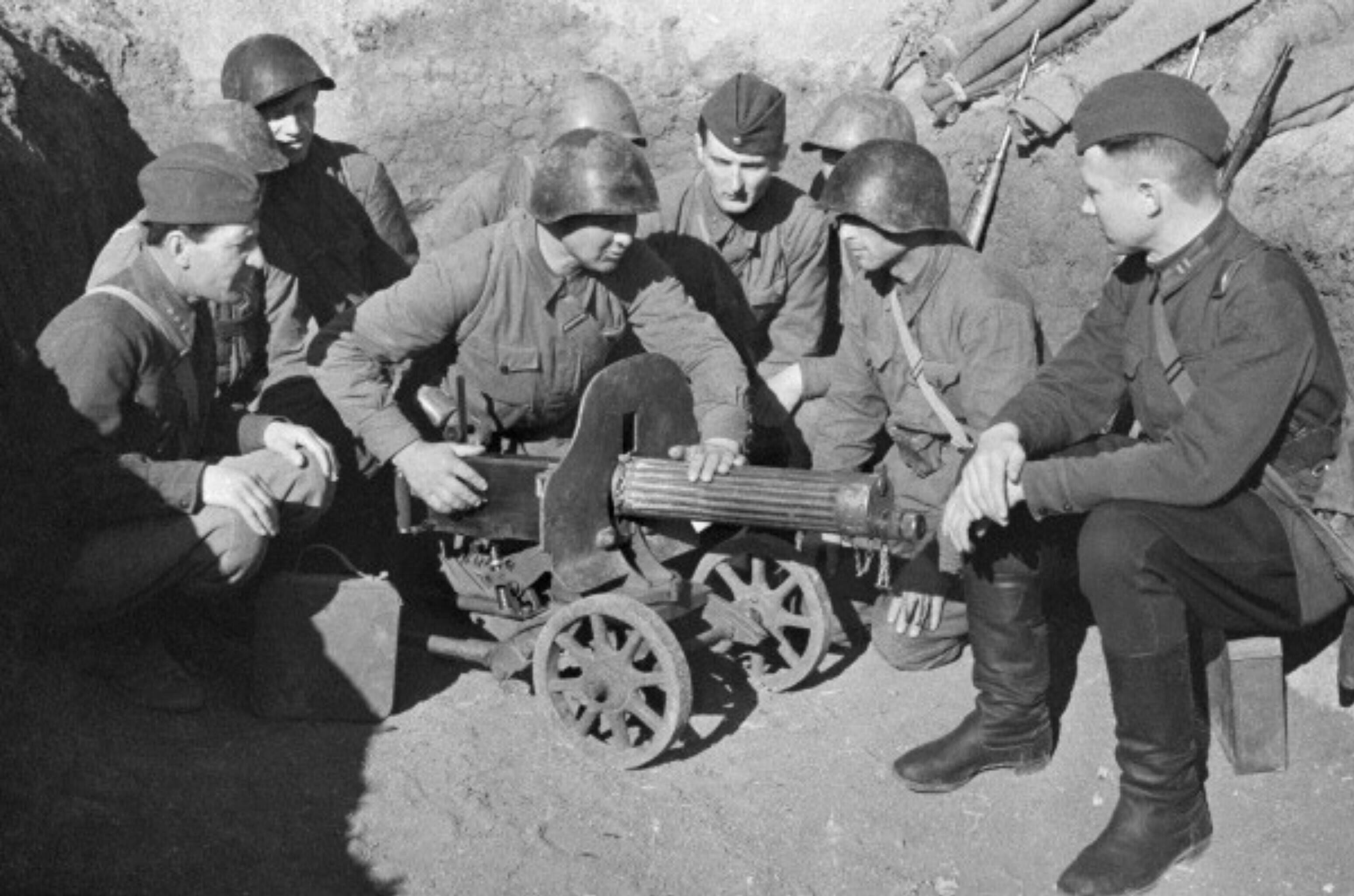
Chính ủy lữ đoàn Veselov và những người lính bộ binh Xô Viết đang học sử dụng đại liên Makxim tại Krym, ngày 19 tháng 5 năm 1942. (Ảnh: RIA NOVOSTI)

Cuộc vây hãm thành phố Sevastopol đã hút vào đây nhiều lực lượng lớn của tập đoàn quân 11 (Đức) nhưng mọi cố gắng trong 3 tháng để đánh chiếm Sevastopol của tướng Erich von Manstein đều không thành công. Các cuộc chiến đấu của các đơn vị du kích Liên Xô vẫn tiếp diễn ra tại khu vực mỏ đá Armonai. Mặc dù phải tạm rút tập đoàn quân 51 sang bán đảo Taman nhưng Bộ Tổng tư lệnh Liên Xô vẫn không mất hy vọng giải vây cho Sevastopol. Đầu tháng 12 năm 1941, các tình báo viên và trinh sát Liên Xô phát hiện thấy tướng Erich von Manstein đã tập trung hầu hết các đơn vị chủ lực quanh Sevastopol, chỉ để lại ở mũi Kerch một trung đoàn bộ binh phòng thủ bờ biển. Bộ Tổng tư lệnh quân đội Liên Xô quyết định mở chiến dịch đổ bộ đánh chiếm bán đảo Kerch, phía Đông Krym, làm bàn đạp để thực hiện ý định chiếm lại Krym từ tay quân Đức.

#### Kế hoạch tác chiến
Ngày 07 tháng 12, Bộ Tổng tư lệnh quân đội Liên Xô thành lập Phương diện quân Krym trên cơ sở Bộ chỉ huy quân khu Zakavkaz, chỉ định trung tướng Dmitry Timofeevich Kozlov làm tư lệnh, thiếu tướng Fyodor Ivanovich Tolbukhin làm tham mưu trưởng. Bộ tư lệnh phương diện quân được lệnh trong hai tuần phải chuẩn bị xong kế hoạch đổ bộ đánh chiếm bán đảo Kerch. Theo kế hoạch của F. I. Tolbukhin, sẽ cho đổ bộ đồng thời các tập đoàn quân 44 từ phía Nam bán đảo Kerch ở chỗ hẹp nhất của nó (còn gọi là khu vực cửa ngõ Feodosiya). Tập đoàn quân 51 đổ bộ lên mũi Kerch. Hai tập đoàn quân này sẽ chiếm lấy bàn đạp Kerch và sau đó, phối hợp với Tập đoàn quân Duyên hải đang phòng thủ Krym tấn công tập đoàn quân 11 của Đức từ hai phía Đông và Tây để giải phóng bán đảo Krym..
Kế hoạch dự kiến mũi tấn công chủ yếu nhằm vào Feodosiya của tập đoàn quân 44 do thiếu tướng V. N. Cherniak chỉ huy vừa được rút khỏi khu vực biên giới Iran và điều về Taman. Hướng thứ yếu được giao cho tập đoàn quân 51 do thiếu tướng V. N. Lvov chỉ huy đổ bộ lên chính diện mũi Kerch. Các cuộc đổ quân dự kiến sẽ được tổ chức đồng thời trên một chính diện rộng lên đến 250 km để tước đi khả năng cơ động các lực lượng dự bị của đối phương đến tất cả các hướng tấn công chính.
Binh lực quân đội Liên Xô tham gia chiến dịch gồm 8 sư đoàn bộ binh, 1 lữ đoàn bộ binh độc lập, 2 lữ đoàn hải quân đánh bộ, 2 trung đoàn bộ binh sơn chiến, có tổng số quân 82 500 người, 43 xe tăng, 198 pháo và 256 súng cối được bố trí như sau:
- Tập đoàn quân 44, trong biên chế có: các sư đoàn bộ binh 157, 236, 345, 404, các trung đoàn bộ binh sơn chiến 9 và 63, lữ đoàn 74 hải quân đánh bộ.
- Tập đoàn quân 51, trong biên chế có: các sư đoàn bộ binh 224, 302, 390, 396, lữ đoàn bộ binh độc lập 12, lữ đoàn 83 hải quân đánh bộ.

Lực lượng dự bị chiến dịch được chuẩn bị tại bán đảo Taman gồm các sư đoàn bộ binh 156, 398, 400 và sư đoàn kỵ binh 72. Để bảo đảm và yểm hộ cuộc tấn công, hải quân Liên Xô đã huy động hải đoàn 78 (tàu chiến) và hải đoàn 170 (tàu vận tải), với hơn 250 chiến hạm và tàu đổ bộ, trong đó có 2 tuần dương hạm, 6 tàu khu trục, tàu tuần duyên, 52 tàu thuyền phóng ngư lôi. Hạm đội Biển Đen do phó Philipp Sergeyevich Archiabrsky chỉ huy, phân hạm đội Azov do chuẩn đô đốc Sergey Georgievich Gorshkov chỉ huy. Yểm hộ chiến dịch từ trên không gồm không quân của phương diện quân Zakavkaz có các căn cứ trên bán đảo Taman với khoảng 500 máy bay các loại. Hạm đội Biển Đen cũng có khoảng 200 máy bay của hải quân.
Binh lực quân đội Đức trên bán đảo Kerch gồm có:
- Sư đoàn bộ binh 46 thuộc quân đoàn 42, tập đoàn quân 11.
- Lữ đoàn bộ binh độc lập 4.
- 2 trung đoàn bộ binh và 5 tiểu đoàn cao xạ.

#### Cuộc đổ bộ của quân đội Liên Xô lên bán đảo Kerch (1941-1942)
Ngày 26 tháng 12 năm 1941, các đơn vị tàu vận tải của phân hạm đội Azov thuộc hạm đội Biển Đen đã vận chuyển tập đoàn quân 51 đổ bộ lên phía bắc khu vực Feodosiya. Hướng chủ yếu do tập đoàn quân 44 đảm nhận đổ bộ lên khu vực nam với sự trợ giúp của các pháo hạm và tàu vận tải của hạm đội Biển Đen. Tổng quân số của cả hai tập đoàn quân là 41.930 người.
Tại khu vực Feodosiya, Tập đoàn quân 44 đã nhanh chóng chiếm giữ các cầu cảng, tạo điều kiện cho cuộc đổ bộ được thực hiện có tổ chức. Sự kháng cự của quân Đức tại cảng này nhang chóng bị đập tan. Các cuộc phản kích của quân Đức đồn trú trong thành phố bị đẩy lùi. Từ Feodosiya, tập đoàn quân 44 tấn công lên phía Bắc. Tại khu vực Kerch, nơi đổ bộ có địa hình phức tạp. Do bãi biển nông, bộ binh phải đổ quân thẳng xuống biển đang đóng băng và lội nước đến ngang ngực để vào bờ. Nhiệt độ thấp đã gây ra thiệt hại lớn. Chỉ một vài ngày sau, khi bãi đổ bộ đã bị đông cứng, hầu hết tập đoàn quân 51 mới vượt được qua mặt băng để đổ quân lên Kerch.
Ngay sau khi diễn ra cuộc tấn công đổ bộ của quân đội Liên Xô, Tập đoàn quân 11 (Đức) đã điều đến phía trước khu vực bán đảo Kerch Sư đoàn bộ binh 46 (Đức) và Sư đoàn thiện xạ sơn chiến người Romania đến bảo vệ các dải đồi Parpachsk. Lực lượng quân đổ bộ Liên Xô tại Kerch chiếm ưu thế áp đảo về binh lực so các lực lượng quân đội Đức Quốc xã trong khu vực. Ngoài ra, việc để quân đổ bộ Liên Xô chiếm chiếm Feodosiya đã đe dọa phía sau của quân đoàn 42 (Đức). Nhưng tư lệnh quân đoàn này, tướng Hans Graf von Sponeck vẫn không chấp thuận lui quân và các sư đoàn 46 (thuộc quân đoàn 42) và sư đoàn sơn chiến Romania bị thiệt hại nặng. Sau đó, tướng Erich von Manstein phải ra một mệnh lệnh kiên quyết bắt buộc phải chuyển sang phòng thủ nhưng việc lập một trận tuyến phòng thủ là bất khả thi do quân đoàn 42 đã bị nửa hợp vây nên buộc phải chấp nhận rút quân và bỏ lại các vũ khí nặng. Do vi phạm kỷ luật quân đội, tướng Hans Graf von Sponeck bị cách chức tư lệnh quân đoàn 42 và bị đưa ra xét xử tại tòa án binh.
Trong thực hiện kế hoạch hành động, Bộ tư lệnh phương diện quân Krym đã mắc một số sai lầm cơ bản trong việc bảo vệ cho chiến dịch. Tại khu vực đầu cầu đổ bộ không chuẩn bị cơ sở y tế, bệnh viện gần nhất là ở Kuban. Các thương binh không được sơ cứu tại một trạm phẫu của trung đoàn thiết lập sơ sài ngay trên bờ biển Kerch. Do đó, nhiều thương binh đã chết trên các thuyền khi được vận chuyển đến Novorossiysk. Tại khu vực cảng Feodosiya, Bộ tư lệnh phương diện quân cũng không kịp thời triển khai hệ thống phòng không. Kết quả là đến ngày 4 tháng 1 năm 1942, không quân Đức tổ chức oanh tạc quy mô đã đánh chìm 5 tàu vận tải, trong đó có các tàu "Cận vệ đỏ" (Красногвардеец), "Zyryanin" (Зырянин) và đánh hỏng nặng tuần dương hạm "Kavkaz đỏ" (Красный Кавказ). Quân đội Liên Xô bị tổn thất đến 40.000 người, trong đó 8.000 tử trận, 2.800 chết do lạnh cóng trên biển khi đổ bộ, 32.000 người bị thương. Số khí tài bị phá hủy gồm 35 xe tăng và xe bọc thép (trong đó có 24 chiếc bị chìm theo các tàu vận tải), 133 pháo và súng cối.

#### Diễn biến chiến sự ở bán đảo Kerch
Trong vòng một tháng, quân đội Liên Xô nhanh chóng chiếm dải đồi Parpachsk và hình thành mặt trận ổn định tại đây. Cuộc đổ bộ tại Kerch của quân đội Liên Xô đã tạo cho Tập đoàn quân 11 Đức mối đe dọa mới do việc nó phải tác chiến trên hai mặt trận trái hướng nhau. Tướng Erich von Manstein, tư lệnh tập đoàn quân nhận xét:
| “                     | Do đối phương đã sử dụng những lợi thế của tình hình và nhanh chóng uy hiếp sư đoàn bộ binh 46 tại Kerch. Họ hoàn toàn có thể chuyển sang tấn công sau khi chúng tôi quyết định rút lui các lực lượng Romania khỏi Feodosiya và nó sẽ tạo ra một tình huống nguy hiểm, không chỉ tại mặt trận vừa mới hình thành mà còn có nguy cơ từ khu vực Sevastopol vẫn chưa bị chiếm... Đây là lúc toàn bộ số phận tập đoàn quân 11 bị đe doạ. | ” |
| — Erich von Manstein, | |   |

Tuy nhiên, trong khi tập đoàn quân 51 đổ bộ chậm hơn nhưng lại tấn công nhanh hơn thì tập đoàn quân 44 vẫn tiến rất chậm theo hướng đến Feodosiya. Sự chậm trễ này làm cho quân Đức đủ thời gian để tạo ra một rào cản tại khu vực mũi Yaily trên bờ biển phía tây vịnh Sivash trong khu vực Ak-Monai. Các tuyến phòng thủ đã được các xe tăng của sư đoàn 46 điều từ thê đội 2 đến phối hợp với quân sơn chiến Romania trấn giữ. Quân Đức thậm chí còn huy động vào cuộc phòng thủ cả những nhân viên văn phòng.
Ngày 2 tháng 1 năm 1942, quân đội Xô viết hoàn toàn chiếm đóng bán đảo Kerch. Sau khi phân tích những chỗ yếu của phòng ngự quân Đức, Bộ Tổng tư lệnh quân đội Liên Xô giao nhiệm vụ cho Tư lệnh phương diện quân Krym, tướng D. T. Kozlov tiến công nhanh đến eo đất Perekop và đánh vào sau lưng tập đoàn quân 11 (Đức). Tuy nhiên, Bộ tư lệnh tập đoàn quân 11 (Đức) cũng dễ dàng dự đoán được điều này. Theo Erich von Manstein:
| “                     | Trong những ngày đầu tiên của tháng 1 năm 1942, cuộc đổ bộ của đối phương lên Feodosiya và bán đảo Kerch đã trở thành một mối đe dọa hiện hữu đối với các tuyến giao thông tiếp tế quan trọng của tập đoàn quân 11, trong đó có đầu mối giao thông đường sắt Djankoi - Simferopol cực kỳ quan trọng. Do dồn lực lượng lên tuyến trước, hậu tuyến của chúng tôi bị yếu đi và không thể chịu được những cuộc tấn công dữ dội của một lực lượng lớn đối phương. Ngày 4 tháng 1, chúng tôi được biết đối phương đã tập trung trước cửa ngõ Feodosiya 6 sư đoàn. | ” |
| — Erich von Manstein, | |   |

Đáng lẽ phải tập trung tổ chức lực lượng để tấn công khi quân Đức chưa kịp chuẩn bị thì tướng D. T. Kozlov lại viện cớ chưa đủ lực lượng và xin lùi lại ngày tiến công. Cuối tháng 1 năm 1942, Bộ Tổng tư lệnh quân đội Liên Xô cử thượng tướng L. D. Mekhlis đến phương diện quân này làm đại diện Đại bản doanh để đốc thúc việc tấn công. Theo thói quen cửa quyền, L. D. Mekhlis chưa giúp gì cho việc tổ chức chiến đấu đã xáo trộn cán bộ và đưa thiếu tướng P. P. Vetsny thay thiếu tướng F. I. Tolbukhin làm tham mưu trưởng.
Để chặn trước cuộc tấn công của quân đội Liên Xô, ngày 15 tháng 1, quân Đức bất ngờ tổ chức phản công vào khu vực tiếp giáp giữa tập đoàn quân 51 và tập đoàn quân 44. Mặc dù có ưu thế quân số nhưng tuyến phòng thù của quân đội Liên Xô vẫn bị phá vỡ. Ngày 18 tháng 1, quân Đức đánh bật tập đoàn quân 44 khỏi cảng Feodosiya, buộc Phương diện quân Krym phải lùi về tuyến phòng thủ tại khu vực Ak-Monay. Mặc dù bị mất cảng Feodosiya, Bộ Tổng tư lệnh quân đội Liên Xô vẫn duy trì tiếp viện cho phương diện quân Krym qua mặt băng trên eo biển Kerch.
Đầu tháng 2 năm 1942, Phương diện quân Krym được tăng viện tập đoàn quân 47 của tướng K. S. Kolganov vừa được điều từ Iran về, các trung đoàn xe tăng 39 và 40 gồm 10 xe tăng KV-1, 10 xe tăng T-34 và 25 xe bọc thép T-60, các trung đoàn cơ giới 55 và 56 gồm 66 xe bọc thép T-26, T- 27 trang bị súng phun lửa. Riêng tiểu đoàn thiết giáp 226 được trang bị 16 xe tăng hạng nặng KV-1. Nếu tính cả lực lượng đang phòng thủ Sevastopol, Phương diện quân Krym có ưu thế về binh lực, bộ binh có 21 sư đoàn, 5.577 pháo và súng cối, 347 xe tăng và xe bọc thép, 175 máy bay tiêm kích, 225 máy bay ném bom. Tập đoàn quân 11 Đức và quân Romania chỉ có 11 sư đoàn, 2.472 pháo và súng cối 180 xe tăng và 400 máy bay.
Trong các ngày 26 và 27 tháng 2 năm 1942, các đơn vị trên bán đảo Kerch của quân đội Liên Xô bắt đầu tấn công. Tham gia đợt tấn công đầu tiên có 8 sư đoàn bộ binh và 1 sư đoàn kỵ binh, một số tiểu đoàn xe tăng độc lập, trong đó có các xe tăng T-34 các đơn vị pháo binh chiến dịch. Lực lượng dự bị chiến dịch có 3 sư đoàn. Cuộc tấn công đầu tiên có sự phối hợp với không quân ném bom cất cánh từ Sevastopol để phá vỡ thế bao vây của quân Đức đã không thành công. Hướng tấn công từ vị trí Kerch phát triển rất chậm, mưa gió đã cản trở sức cơ động của các đơn vị xe tăng nhưng cuối cùng, các tập đoàn quân Liên Xô vân đẩy lùi được các đơn vị bộ binh Đức. Sư đoàn 18 Romania bị đánh bật khỏi phía Bắc khu vực Feodosiya. Tướng Erich von Manstein đã ném vào đây lực lượng dự bị cuối cùng của mình là trung đoàn sơn chiến 213, một đơn vị giỏi đánh phòng thủ cùng các tiểu đoàn cảnh vệ để tiếp tục trụ lại đến ngày 3 tháng 3 và giải vây cho sư đoàn 46 (Đức). Quân đội Liên Xô đã không phá vỡ được tuyến phòng thủ có chiều sâu của quân Đức. Đến ngày 13 tháng 3, Quân đội Xô Viết tiếp tục tấn công. Nhưng cũng vẫn như các cuộc tấn công trước đó, quân đội Liên Xô vẫn không đột phá được phòng ngự của quân Đức. Sau đó là một loạt trận tấn công và phản công diễn ra giữa Hồng quân Xô Viết và quân Đức, trong đó trận tấn công cuối cùng diễn ra vào ngày 9 tháng 4 năm 1942 do 6 sư đoàn Liên Xô cùng 160 xe tăng thực hiện, nhưng cũng vẫn không thành công. Quân đội Liên Xô buộc phải chuyển sang phòng ngự vào cuối tháng 4 năm 1942. Tuy nhiên, Bộ tư lệnh phương diện quân vẫn giữ nguyên đội hình một tuyến như khi tấn công, không chịu bố trí lại lực lượng để phòng ngự có chiều sâu.
Cuối tháng 4, Cụm tập đoàn quân Nam (Đức) tăng viện cho tướng Erich von Manstein sư đoàn xe tăng 22 gồm hơn 100 xe tăng Panzer III, IV và một số đơn vị cơ giới. Ngày 8 tháng 5 năm 1942, Tập đoàn quân 11 (Đức) mở chiến dịch phản công với mật danh "Săn đại bàng". Đại diện đại bản doanh của Liên Xô tại phương diện quân Krym lại có những hành động sai lầm. Dùng quyền lực của mình, L. D. Mekhlis đã điều đại bộ phận lực lượng xe tăng và bộ binh đến phía bắc dải đồi Parpachsk và để cho sườn ven biển phía Nam bị yếu. Trái với dự đoán của L. D. Mekhlis, quân Đức không tấn công ở hướng Bắc mà tiến dọc theo bờ Biển Đen để vây bọc tập đoàn quân 44 vốn đã yếu đi sau ba trận tấn công thất lợi. Theo lệnh của cá nhân Hitler, tập đoàn quân 11 (Đức) được toàn quyền sử dụng tập đoàn không quân 8 do tướng Wolfram von Richthofen chỉ huy vào chiến dịch này. Phương diện quân Krym mặc dù đã xác định được ngày quân Đức tấn công nhưng tướng L. D. Mekhlis đã không khẩn trương cùng tư lệnh phương diện quân (tướng D. T. Kozlov) nhanh chóng tổ chức phản kích mà lại tổ chức mấy cuộc họp để trang cãi đúng, sai. Chỉ sau một ngày, quân Đức đã tiến sâu vào trung tâm phòng ngự của quân đội Liên Xô đến 8 km. Ngày 9 tháng 5, một trận oanh tạc dữ dội của không quân Đức nhằm vào Sở chỉ huy tập đoàn quân 51 đã giết chết tướng V.N. Lvov tư lệnh tập đoàn quân; còn tướng K. I. Baranov, tham mưu trưởng tập đoàn quân bị thương nặng. Trong suốt 2 ngày tiếp theo, toàn bộ Phương diện quân Krym bị cuốn vào các trận hỗn chiến. Ngày 10 tháng 5, Bộ Tổng tư lệnh Liên Xô hạ lệnh cho Phương diện quân rút về Chiến lũy Thổ Nhĩ Kỳ nhưng lệnh này đã không được Bộ tư lệnh phương diện quân chấp hành, cuộc rút quân đã bị kéo dài thêm 2 ngày và để lại hậu quả cực kỳ tai hại. Ngày 14 tháng 5, quân Đức tổ chức đột phá đến Kerch và ép quân đội Liên Xô ra biển. Sau hai tuần chống trả, Phương diện quân Krym đã phải rút sang Taman với những thiệt hại hết sức nặng nề, việc rút quân đã tiến hành chậm mà lại hoàn toàn vô tổ chức, khoảng 176.566 sĩ quan và binh sĩ Liên Xô bị chết và bị bắt làm tù binh, chỉ có gần 14 vạn người rút sang được bán đảo Taman với sự hỗ trợ hết sức mình của Hạm đội Biển Đen và Phân hạm đội Azov. Phương diện quân Krym bị giải thể để chuyển cán bộ, sĩ quan và binh sĩ cho Phương diện quân Bắc Kavkaz được thành lập ngày 20 tháng 5. Tập đoàn quân 11 (Đức) đã có thể tập trung toàn bộ lực lượng để đánh chiếm khu phòng thủ Sevastopol lúc này đã hoàn toàn không thể trông cậy vào sự hỗ trợ từ bên ngoài.
Sau thất bại tại Krym, Bộ Tổng tư lệnh quân đội Liên Xô đã xử lý nghiêm khắc các tướng lĩnh vô kỷ luật và vô trách nhiệm. Điện của I. V. Stalin gửi cho đích danh L. D. Mekhlis, đại diện của Bộ Tổng tư lệnh tại Phương diện quân Krym có đoạn viết:
| “                        | Đồng chí đang giữ một thái độ kỳ quặc của một quan sát viên ngoài cuộc, không nhận ra một trách nhiệm nào về những việc xảy ra ở phương diện quân Krym. Thái độ ấy rất tiện lợi, nhưng hết sức thối nát. Tại mặt trận Krym, đồng chí không phải là thanh tra nhà nước mà là đại diện có trọng trách của đại bản doanh, phải chịu trách nhiệm về mọi thắng lợi cũng như thất bại của phương diện quân.. Nếu như toàn bộ tình hình đã chứng tỏ rằng quân địch sẽ tấn công từ sáng mà đồng chí đã không áp dụng các biện pháp tổ chức chống trả rồi lại ngồi thụ động phê phán thì lại càng tồi tệ hơn... Nếu đồng chí không dùng máy bay cường kích vào những việc thứ yếu mà dùng chúng để chặn đánh xe tăng địch thì quân Đức đã không thể nào chọc thủng được phòng ngự của ta. Đã ngồi ở phương diện quân Krym hai tháng rồi thì không cần phải là Hindenburg cũng hiểu được cái điều đơn giản ấy. | ” |
| — Ivanov. 11 - 8 - 1942, | |   |

Thái độ trốn tránh trách nhiệm của L. D. Mekhlis đã bị xử lý thích đáng. Ông ta bị cách chức thứ trưởng Bộ Quốc phòng, cách chức Chủ nhiệm Tổng cục chính trị Hồng quân Liên Xô, bị giáng cấp quân hàm xuống trung tướng và không bao giờ được cử làm đại diện đại bản doanh tại các mặt trận. Tướng D. T. Kozlov và những tướng khác vì vô lỷ luật và chịu trách nhiệm trong việc để thất trận ở Kerch cũng bị cách chức, giáng cấp quân hàm và không bao giờ được giao chỉ huy các đơn vị chiến đấu.

## Đợt tấn công Sevastopol lần thứ ba

### Pháo kích vào Sevastopol
Sau khi chiếm lại được bán đảo Kerch, tập đoàn quân 11 (Đức) đã có thể tập trung toàn bộ lực lượng cơ bản về Sevastopol. Cuộc tấn công Sevastopol của lục quân Đức được mở màn và yểm hộ bằng một loạt các tháp pháo kiên cố được xây dựng từ thời chiến tranh Nga-Thổ mà quân Đức đã chiếm được sau hai đợt tấn công đầu tiên. Để phá huỷ các pháo đài trong thành phố quân Đức triển khai một loạt các khẩu siêu pháo. Trên chu vi dài 22 km quanh thành phố, quân Đức đã bố trí hơn 200 khẩu đội pháo binh hạng nặng. Ngoài các khẩu siêu pháo, người Đức còn chuẩn bị một số lượng lớn các khẩu pháo khác chuẩn bị cho việc oanh tạc Sevastopol. 3 trong số 6 khẩu cối hạng siêu nặng Mörser Karl cỡ nòng 600 ly được triển khai tại Krym vào tháng 2 năm 1942. Tập đoàn quân số 11 lần đầu tiên được trang bị khẩu siêu pháo Schwerer Gustav cỡ nòng 800 ly được đặt trên thân xe lửa. Ngoài ra, pháo binh Đức còn sở hữu các khẩu siểu pháo khác gồm 6 khẩu Gamma có cỡ nòng 420 mm, 4 khẩu có cỡ nòng 210 mm, 2 khẩu có cỡ nòng 350 mm được giữ lại từ thời Chiến tranh thế giới thứ nhất. Khẩu Schwerer Gustav (pháo hạng nặng Gustav) sau đó được triển khai tại tòa lâu đài cũ của Hãn quốc Krym tại Bakhchisarai và để vận hành nó, cần cả nghìn người. Khẩu siêu pháo Gustav không thật sự hữu dụng vì bắn chậm và vận hành phức tạp, nhưng ít nhất thì một phát đạn của nó có thể phá hủy một kho chứa đạn nằm sâu 90 feet (27 m) dưới lòng đất.
Một số lượng lớn đạn pháo đặc chủng có tổng trọng lượng hơn 1.000 tấn đã được bí mật vận chuyển từ Đức và bí mật cất trữ tại những kho đặc biệt được khoét vào trong khối núi đá. Các loại vũ khí bắt đầu hoạt động thử vào đầu tháng 6 và đã bắn tổng cộng khoảng 50 viên đạn trọng lượng 7 tấn/viên. Hỏa lực của các khẩu siêu pháo này tập trung chống lại các tháp pháo bọc thép BB-30 và BB-35, các kho đạn ngầm dưới lòng đất cũng như các kho đạn dược trong các khối núi đá. Các kho này thường được che khuất bởi những tảng đá hình vỏ trứng dày đến 30 m. Để công phá các ụ súng bằng gỗ đắp đất và các bunker bằng bê tông, các loại pháo cao xạ 88 mm, các loại pháo từ 20 mm đến 37 mm của máy bay và pháo gắn trên xe lửa bọc thép được đưa vào sử dụng rộng rãi.
Ngày 21 tháng 5 năm 1942, phát xít Đức bắt đầu oanh tạc thành phố. Ngày 2 tháng 6, vượt qua hàng rào phòng không mỏng yếu của quân đội Liên Xô, toàn bộ lực lượng của Tập đoàn quân không quân 4 (Đức) do thượng tướng Wolfram von Richthofen chỉ huy được huy động để ném bom Sevastopol suốt 5 ngày trước khi cuộc tấn công bắt đầu. Cuối cùng ngày 7 tháng 6 nắm 1942, lục quân Đức mở một đợt tấn công mới vào phòng tuyến quân đội Liên Xô ở Sevastopol.

### Chiến dịch "Bắt cá tầm"

Các tuyến phòng thủ của Liên Xô tại Sevastopol

Đợt tấn công cuối cùng của Von Manstein vào Sevastopol mang mật danh là "Chiến dịch Bắt cá tầm" (Unternehmen Störfang). Quân Đức đã tính toán sai lầm rằng các cảng biển ở khu vực vịnh Severnaia là tuyến tiếp viện cực kỳ quan trọng đối với lực lượng Hồng quân đồn trú trong thành phố Sevastopol, và chiếm được khu vực này thì họ sẽ dễ dàng đánh gục được sức kháng cự của Hồng quân mà không phải nhọc công thanh toán các ổ để kháng dữ dội trong thành phố. Nhận thấy một cuộc tấn công vào phía Nam, xuất phát từ khu vực ở cực Bắc sẽ gặp ít kháng cự hơn, Von Manstein quyết định tung phần lớn lực lượng của mình vào đây với Quân đoàn 54 (Đức) gồm 5 sư đoàn và các phương tiện tăng cường. Một đợt tấn công phối hợp khác theo hướng đông-tây sẽ do Quân đoàn 30 (Đức) gồm 3 sư đoàn đảm nhiệm với mục tiêu nhằm vào khu vực phía Nam của Sevastopol hòng ngăn không Hồng quân sử dụng vịnh Severnaia để chuyển quân củng cố cánh Bắc của mình. Mỗi sư đoàn Đức sẽ được một sư đoàn Romania với quân số ít hơn hỗ trợ. Tuy nhiên kế hoạch của Manstein bỏ qua một điều: Hồng quân biết rõ trước khi những trận sương mù mùa thu làm mờ mắt không quân Đức thì họ khó có thể nào tiếp viện một cách hiệu quả cho Sevastopol; vì vậy trước đó Hồng quân đã tích trữ một lượng lớn lương thảo và đạn dược. Việc chiếm đóng vịnh Severnaia hay toàn bộ khu vực bờ biển không ảnh hưởng nhiều đến sức chiến đấu của Hồng quân trong thời khoảng thời gian đó. Và quân Đức vẫn phải chiến đấu hết sức vất vả với các ổ để kháng của Hồng quân tại Sevastopol sau khi nó bị chiếm đóng. Cuộc chiến bảo vệ Sevastopol kéo dài hơn một tuần. Trải qua các trận đánh, một số tiểu đoàn Đức chỉ còn lại trung bình 25 người.
Tuyến phòng thủ phía ngoài của Hồng quân bị chọc thủng vào ngày 17 tháng 6 năm 1942. Tại hướng Nam, quân Đức đã chiếm được một vị trí được gọi là "Tổ đại bàng" và tiến đến chân núi Sapun. Tại hướng Bắc của pháo đài, quân Đức cũng chiếm được các điểm cao trên đỉnh núi Markenzi. Vào ngày này, một số tháp pháo và pháo đài đã bị phá huỷ, trong đó có vị trí Maxim Gorky - 1. Quân đoàn 54 (Đức) đã kiểm soát phần lớn khu vực bờ biển phía Bắc, tuy nhiên những ổ đề kháng của Hồng quân vẫn chiến đấu quyết liệt và cầm chân các lực lượng của quân đoàn 54 ở hai cánh và ở khu vực sau lưng của nó, trong khi đó đợt tấn công về phía Tây của quân đoàn số 30 cũng bị chặn đứng trước các phòng tuyến của Hồng quân Xô Viết tại "Tuyến Sapun" với các đường bắn trực chỉ chính xác về phía Nam vịnh Severnaia. Rõ ràng, Von Manstein đã đánh giá quá cao về tầm quan trọng của tuyến tiếp tế tại vịnh Severnaia đối với lực lượng Hồng quân tại Sevastopol. Vào đêm 28 tháng 6, Von Manstein lệnh cho quân Đức thực hiện một cuộc đổ bộ của lính thủy đánh bộ, vượt qua vịnh Severnaia nhằm đánh bọc sườn lực lượng Hồng quân đang phòng thủ tại tuyến Sapun. Tuy nhiên, vấn đề là các tàu chở quân của họ hoàn toàn không thích hợp với kiểu nhiệm vụ như thế này, còn pháo binh và không quân Đức không thể nào làm gì nổi trước hàng phòng thủ ngầm nằm sâu dưới lòng đất của Hồng quân tại bờ biển. Quân Đức tiến đánh rất ác liệt nhưng Hồng quân vẫn đứng vững cho đến khi trời tối, họ củng cố các vị trí phòng ngự của mình tại đó và gây ra nhiều thiệt hại lớn cho quân Đức. Bất chấp những thương vong mà quân Đức phải gánh chịu, Manstein quyết định ném thêm quân vào khu vực này và tiếp tục cuộc công kích.

### Phòng tuyến bên trong bị chọc thủng

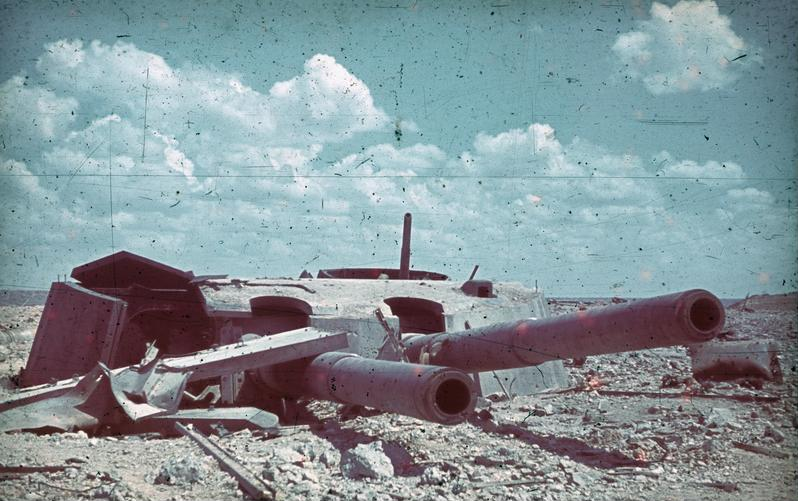
Khẩu hải pháo "Maxim Gorky" của Hồng quân sau khi bị bắn hỏng.

Tuy nhiên, sự thành công trong đột phá phòng thủ của quân đội Đức lại diễn ra ở một nơi khác. Ngày 26 tháng 6, ở đầu phía Bắc của phòng tuyến Sapun, quân đoàn 30 (được tăng cường bởi các đơn vị của quân đoàn 54) - vốn được Manstein giao nhiệm vụ đổ bộ lên dải đất hẹp nằm trên khu vực phía Nam bờ biển Severnaya - lại chính là đơn vị chọc thủng các tuyến phòng thủ của Hồng quân Xô Viết. Ngày 27 tháng 6, ở đầu phía Nam, bằng một hoạt động nghi binh làm như đánh vào trung tâm của phòng tuyến, lực lượng Đức và Romania cũng đã bất ngờ chọc thủng các tuyến phòng thủ của Hồng quân. Bất chấp việc phòng tuyến bị phá vỡ ở hai đầu, lực lượng Hồng quân ở tuyến Sapun vẫn tiếp tục bám trụ, có điều là đạn dược của họ đã gần cạn. Ngày 28 tháng 6 Tư lệnh tập đoàn quân độc lập duyên hải, tướng I. E. Petrov buộc phải hạ lệnh rút về phía Tây, tới mũi Khersones, nơi có nhiều đạn dược của quân đội Liên Xô được chôn ngầm dưới lòng đất. Petrov cũng dự định biến mũi Khersones thành nơi đứng chân cuối cùng của lực lượng Hồng quân tại Sevastopol. Quân Đức sau những nỗ lực đột phá tuyến Sapun đã kiệt sức và phải dừng lại để chấn chỉnh lực lượng. Vì vậy Hồng quân lợi dụng thời cơ này để củng cố phòng tuyến mới ở Khersones. Trong khi đó tướng Von Manstein hạ lệnh oanh kích dữ dội vào thành phố Sevastopol nhằm đè bẹp nốt những ổ đề kháng nằm trong thành phố. Tuy nhiên, những mục tiêu mà quân Đức oanh kích lại không có binh sĩ Hồng quân trú đóng (ngoại trừ một pháo đài gần bờ biển) và Petrov cho rằng ông có thể rảnh rỗi hơn nếu như quân Đức chỉ đơn thuần dùng pháo binh để hủy diệt thành phố.

### Những ngày cuối cùng của trận Sevastopol

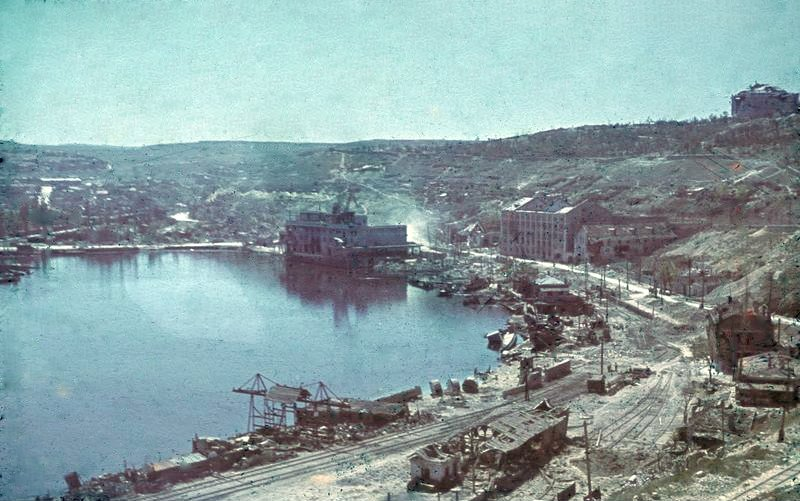
Cảng Sevastopol vào tháng 7/1942, sau trận đánh.

Khi nguy cơ Sevastopol bị quân Đức đánh chiếm đã cận kề, ngày 30 tháng 6, I. V. Stalin hạ lệnh cho I. E. Petrov, những cán bộ chỉ huy cao cấp của Hồng quân và những cán bộ, công chức của thành phố phải di tản ngay bằng tàu ngầm. Bản thân I. E. Petrov và phó đô đốc F. S. Oktyabrski là những người rời khỏi Sevastopol sau cùng. Cuối cùng số phận của Sevastopol đã được định đoạt sau khi phòng tuyến tại cao điểm Inkerman thất thủ ngày 29 tháng 6 năm 1942. Trong trận Sevastopol, Hải quân Liên Xô bị thiệt mất tàu tuần dương hạng nhẹ Chervona Ukraina ("Ukraina Đỏ"), bốn tàu khu trục, bốn tàu chở hàng và các tàu ngầm С 32, Щ 214. Tuy nhiên, trong các ổ đề kháng bị cô lập, Hồng quân vẫn chiến đấu kiên cường chống lại quân xâm lược. Quân Đức phải phun khói và hơi độc vào các hầm ngầm để trục các chiến sĩ Hồng quân ra ngoài cho xe tăng và pháo binh tiêu diệt. Và mặc dù nhận được sự hỗ trợ mạnh từ không quân và pháo binh, người Đức đã phải mất nhiều ngày để hoàn toàn làm chủ Sevastopol. Đến ngày 4 tháng 7 thì mũi Khersones thất thủ. Nhận được tin chiến thắng, Hitler rất vui mừng, ông ta ban cho Manstein danh hiệu "người chinh phục Sevastopol" và phong hàm Thống chế quân đội Đức Quốc xã (Generalfeldmarschall) cho Manstein.
Có điều là, sau khi Sevastopol đã rơi vào tay quân Đức, lực lượng Hồng quân còn sống sót vẫn tiếp tục trú ẩn trong các hầm ngầm và tiếp tục cuộc chiến tranh du kích với quân Đức. Đến tận ngày 16 tháng 7, người Đức vẫn phải tiếp tục chiến đấu vất vả với các ổ đề kháng của Hồng quân cho đến tận cuối mùa thu cùng năm. Sau đó những người còn sống sót đã trốn vào núi, thành lập đội du kích Krym và vẫn tiếp tục chiến đấu.

### Kết quả

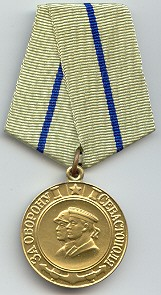
52540 binh sĩ Hồng quân đã được tặng thưởng huy chương vì sự nghiệp bảo vệ thành phố Sevastopol.

9 vạn Hồng quân đã bị bắt làm tù binh và hơn 18.000 tử trận cùng 5.000 người bị thương. Các nguồn của Liên Xô cho rằng có 10 vạn 6 nghìn binh sĩ Hồng quân tham gia phòng thủ Sevastopol, và họ chỉ nhận thêm 3 nghìn quân tiếp viện. Trong khi đó đã có 25.157 người di tản khỏi thành phố, phần lớn là thương binh và các cán bộ cấp cao được lệnh di tản theo yêu cầu của đích thân I. V. Stalin. Theo dữ liệu chính thức của Liên Xô thì số tù binh không vượt quá con số 40.000 người và khoảng 11.000 người chết.
Các tài liệu Xô Viết nói rằng rất ít binh sĩ Hồng quân ở Sevastopol sống sót trước sự tàn sát của quân Đức; về phía mình thì Von Manstein ghi lại rằng binh sĩ Liên Xô thà để bị giết còn hơn là đầu hàng quân Đức. Ông ta cho rằng những hành động trên có nguyên do từ thái độ tàn nhẫn của các chính ủy và do "quan niệm về mạng sống con người ở các nước châu Á". Nhưng cũng phải tính đến một thực tế là, quân Đức đối xử vô cùng tàn bạo đối với các tù binh Xô Viết, vì vậy binh sĩ Hồng quân tất thảy thà chịu chết ngoài chiến trường còn hơn là sống trong cảnh địa ngục trần gian ở các trại tập trung Đức.
Theo Von Manstein thì quân Đức thiệt mất 24.000 người, một con số quá nhỏ. Tuy nhiên con số của Manstein đã không tính tới thương vong của binh sĩ người Romania (lực lượng đã tham gia rất tích cực trong những trận chiến ở Sevastopol), không tính số thương vong trong trận chiến ở bán đảo Kerch và không tính cả những thiệt hại của quân Đức khi họ phải "dọn dẹp" các ổ đề kháng ở mũi Khersones. Về phía Manstein, thắng lợi ở Sevastopol đã khiến ông ta được phong làm Thống chế, đồng thời Adolf Hitler cùng nhiều tướng lĩnh khác đã thật sự ấn tượng trước những thành quả của Manstein trong điều kiện chiến đấu hết sức khó khăn ở Krym và Sevastopol.
Tổng thiệt hại của cả Đức và Romania là 35,866 người trong đó Đức có 4,264 người chết, 21,626 bị thương và 277 mất tích.
Nhưng phải thừa nhận là trận chiến ở Krym và Sevastopol kéo dài hơn người Đức dự tính rất nhiều. Tới mức mà lúc chiến dịch Blau mở màn, Cụm tập đoàn quân B phải tiến về Stalingrad và Cụm tập đoàn quân A tiến về dãy núi Kavkaz mà không nhận được sự hỗ trợ của Tập đoàn quân 11.

## Ảnh hưởng đến văn học nghệ thuật
Trong bài báo Thử lửa của Ilya Ehrenburg có một đoạn như sau nói về tinh thần của các chiến sĩ Hồng quân trong trận đánh trên:
Chúng ta đã biết Risa đã đem theo xuống dưới mồ hắn những mối nghĩ gì. Đối lại những điều hắn nghĩ, chúng ta có thể đem thuật lại câu chuyện 5 người thủy quân đã chết, anh dũng bảo vệ Xê-bát-tô-pôn. Họ đã ôm lấy nhau, gửi nhau lời chào vĩnh biệt và quấn lựu đạn vào người, lăn ra cản xe tăng địch. Người ta thường nói đến thắng cái chết. Điều đó làm tôi nghĩ đến không phải những công trình của nhà bác học đương lo tính cách kéo dài đời sống con người mà nghĩ đến 5 người thủy quân đỏ, tràn ngập vui sướng và say sưa yêu mến sự sống. Đấy chẳng là chiến thắng cái chết đấy ư! Đấy chẳng là bất tử đấy ư! Chiến công 5 người thủy quân đỏ đã không những chỉ ngăn cuộc tấn công của quân thù: nó thổi một nguồn sống mới vào lòng triệu con người, nó đã mở rộng và luyện chắc linh hồn nước Nga, nó sống mãi giữa những trận chiến đấu ác liệt nhất trong năm nay; nó còn sống cả sau ngày thắng lợi giữa muôn hoa rực rỡ tung nở trên khắp các đồng quê và trong những giọng hát trong trẻo nhất của một bầy thiếu nữ đồng quê.

### Truyền thông đại chúng
- Đoạn phim về cuộc phòng thủ Sevastopol do công ty truyền hình Ukraina "Inter" sản xuất nhân kỷ niệm lần thứ 61 Ngày chiến thắng. (tiếng Ukraina)
- Phim tài liệu của Star Media về "Chiến dịch phòng ngự Krym-Sevastopol (1941-1942)"